# Viktor Kobzystyj
Viktor Volodymyrovyč Kobzystyj (in ucraino Віктор Володимирович Кобзистий?; Kremenčuk, 7 marzo 1979 – Leopoli, 29 dicembre 2023) è stato un cestista e allenatore di pallacanestro ucraino.

## Biografia
Era padre di Oleksandr Kobzystyj, anch'egli cestista.
È morto il 29 dicembre 2023 a Leopoli, ucciso da un attacco missilistico correlato al conflitto russo-ucraino.

## Palmarès

### Giocatore
- Campionato ucraino: 1

Budivelnyk Kiev: 2010-2011